# بیرکنفلد
شهر بیرکنفلد در ایالت راینلند-فالتز در کشور آلمان واقع شده است.